# Guido Anton Muss
Guido Anton Muss (Bressanone, 16 dicembre 1941 – Bolzano, 3 marzo 2003) è stato uno scultore italiano di madrelingua ladina.

## Biografia
Nato Guido Anton Mosna (il cognome, a sua volta italianizzato dall'originario Mussner, verrà cambiato in Muss nel 1974) a Bressanone, ma cresciuto a Santa Cristina Val Gardena, studiò arte dapprima ad Ortisei, specializzandosi poi a Firenze (1961), Fano (1962) e Venezia (1962-1964).
A Venezia cominciò ad insegnare e gli furono commissionate le prime opere, prima di far ritorno, nel 1966, in Alto Adige. Dal 1969 è a Bolzano.
Da allora la sua carriera di scultore diventa preminente, e nel 1970 lascia l'insegnamento. Negli anni successivi terrà mostre personali in Italia, Francia, Austria, Belgio, Stati Uniti d'America e Messico, e sue opere pubbliche si trovano a Venezia (nella chiesa di Chiesa di San Nicolò dei Mendicoli), Innsbruck, Bolzano, Città del Messico, Kemijärvi.
Accanto alla prevalente opera di scultore, Muss ha svolto anche quella di pittore.
Poco prima della morte, aveva donato alla provincia autonoma di Bolzano un centinaio di sue opere, custodite in gran parte al Museum Ladin Ciastel de Tor a Castel Tor.